# Rete ferroviaria del Friuli-Venezia Giulia
La rete ferroviaria del Friuli-Venezia Giulia comprende linee esclusivamente a scartamento ordinario e che si sviluppano per un totale di circa 487 km di lunghezza, di cui 472 km sono gestiti da Rete Ferroviaria Italiana (RFI) ed i restanti 15 km dalla Società Ferrovie Udine-Cividale (FUC) che gestisce l'omonima linea.

## Storia
Nel Friuli le ferrovie furono costruite da varie società, come la SFAI e la SV, nel 1905 le linee passarono alle Ferrovie dello Stato. Nella Venezia Giulia le ferrovie sono state costruite dall'impero austro-ungarico. Finita la guerra nel 1919, le linee del Venezia Giulia e dell'Istria, appartenute all'impero austro-ungarico, passarono anche loro alle Ferrovie dello Stato fino al 1947, quando, con i trattati di Parigi, passarono alle Ferrovie Jugoslave.

## Elenco delle ferrovie della rete di RFI

### Fondamentali
- Ferrovia Venezia-Trieste. Linea a doppio binario ed elettrificata a 3 kV cc.
- Ferrovia Venezia-Udine. Linea a doppio binario ed elettrificata a 3 kV cc.
- Ferrovia Udine-Trieste. Linea a doppio binario ed elettrificata a 3 kV cc.
- Ferrovia Nova Gorica-Gorizia. Linea a binario semplice e non elettrificata.
- Ferrovia Udine-Tarvisio. Linea gran parte a doppio binario ed elettrificata a 3 kV cc. Attualmente a binario semplice nel tratto Udine-P.M. Vat.
- Ferrovia Jesenice-Trieste. Linea in gran parte a binario unico e priva di elettrificazione. Attualmente a doppio binario ed elettrificato a 3 kV nel tratto Trieste-Sesana.
- Ferrovia Meridionale. Linea a doppio binario ed elettrificata a 3 kV nel tratto Trieste-Villa Opicina.
- Linea di cintura di Udine. Linea a doppio binario ed elettrificata a 3 kV cc.
- Linea di cintura di Trieste. Linea a doppio binario ed elettrificata a 3 kV cc.

### Complementari
- Ferrovia Udine-Cervignano. Linea a binario semplice ed elettrificata a 3 kV.
- Ferrovia Casarsa-Portogruaro. Linea a binario semplice e non elettrificata.
- Ferrovia Sacile-Pinzano. Linea a binario semplice e non elettrificata.
- Ferrovia Gemona del Friuli-Pinzano. Linea a binario semplice e non elettrificata. Attualmente elettrificato nel tratto Osoppo-Gemona del Friuli.

## Dismesse

### Linee FS
- Ferrovia Pinzano-Casarsa
- Ferrovia Palmanova-San Giorgio di Nogaro
- Ferrovia Tarvisio-Lubiana
- Ferrovia Trieste-Erpelle
- Linea delle Rive
- Ferrovia Cervignano-Aquileia-Pontile per Grado
- Ferrovia San Vito al Tagliamento-Motta di Livenza

### Linee in concessione
- Ferrovia Carnia-Tolmezzo-Villa Santina

### Linee costruite, aperte e dismesse durante la prima guerra mondiale
- Ferrovia Cervignano-San Giovanni al Natisone
- Ferrovia Cervignano-Villa Vicentina
- Ferrovia Sacile-Vittorio Veneto

### Linee a scartamento ridotto

#### Linee FS
- Ferrovia Trieste-Parenzo

#### Linee in concessione
- Ferrovia Cividale-Caporetto
- Ferrovia Cividale-Tarcetta
- Ferrovia Tolmezzo-Paluzza-Moscardo
- Ferrovia Villa Santina-Comeglians

## Ferrovie costruite (anche parzialmente) e mai attivate
- Ferrovia Pordenone-Aviano
- Ferrovia Udine-Castions di Strada
- Ferrovia Precenicco-Gemona del Friuli
- Ferrovia Bertiolo-Palmanova-Savogna
- Ferrovia Cormons-Redipuglia
- Ferrovia Teglio Veneto-Bertiolo-Udine
- Ferrovia Udine-Majano

## Linee in progetto
Nel 2010 è stato consegnato il progetto per la nuova linea ad alta velocità Venezia-Trieste, ma non ha avuto seguito.

## FUC
La Società Ferrovie Udine-Cividale gestisce l'omonima linea di 15 km.

## Tranvie
Tra la fine dell'Ottocento e i primi anni del Novecento, furono realizzate alcune linee tranviarie extra-urbane per il collegamento tra le città; persero la loro competitività in seguito allo sviluppo del trasporto su strada a partire dagli anni cinquanta.
Al 2022 la Tranvia di Opicina è l'unica linea tranviaria rimasta in Friuli-Venezia Giulia.

### Trieste, Udine e Gorizia
Tra il 1876 al 1970 erano attive delle reti tranviarie nelle città di Trieste, Udine e Gorizia, oggi del tutto smantellate.